# 25701 Alexkeeler
25701 Alexkeeler è un asteroide della fascia principale. Scoperto nel 2000, presenta un'orbita caratterizzata da un semiasse maggiore pari a 2,7152731 UA e da un'eccentricità di 0,1597293, inclinata di 5,34724° rispetto all'eclittica.